# Leigh Scott
Leigh Scott Andrew Slawner, noto come Leigh Scott e A.B. McKorkindale (Milwaukee, 18 febbraio 1972), è un regista, sceneggiatore, attore, produttore cinematografico e montatore statunitense.

## Biografia
Nato a Milwaukee nel 1972, Leigh è il maggiore fra i tre figli avuti da Ben e Laura Slawner, ovvero Erica e Amber.

### Carriera
Nel 1990, si trasferisce a Los Angeles (California) per iscriversi alla School of Cinema-Television, dove si laurea nel 1994. Poco prima di laurearsi si occupava di varie mansioni alla Concorde Pictures di Roger Corman.
Dopo aver abbandonato la Concorde, Scott si è presto mosso per dirigere Beach House e Art House; i quali però sono stati stroncati dalla critica.
Abbandonando momentaneamente la cinematografia, ha poi trovato lavoro presso lo studio cinematografico "The Asylum", specializzato nella produzione di film horror a basso costo. 
Nell'arco di due anni, Scott ha diretto, prodotto e sceneggiato oltre quindici titoli per la casa.
Da alcuni anni, è a capo di una piccola casa cinematografica di L.A. impegnata nella produzione e distribuzione cinematografica, la "Blackthorn Industries LLC".
È noto per la sua mania nello sfruttare idee, romanzi e prodotti di vario genere e riaddarli secondo un suo schema, esempi sono i direct-to-video Bram Stoker's Dracula's Curse, The Beast of Bray Road e Transmorphers.
Nel 2012 ha diretto la miniserie TV con il titolo Le streghe di Oz.

### Orientamenti politici
Scott ha espresso il proprio orientamento politico durante alcune interviste sul MySpace o in vari siti.
È un grande sostenitore del socialismo liberale, con un forte credo conservatorista soprattutto riguardo alla sicurezza nazionale e all'economia. 
Ha ribadito e concettualizzato le sue idee nel film da lui scritto e diretto The 9/11 Commission Report, presentato al Liberty Film Festival ed ampiamente osteggiato dalla maggior parte dei critici.